# Callitris glaucophylla
Callitris glaucophylla ist eine Koniferenart aus der Gattung der Schmuckzypressen (Callitris) in der Familie der Zypressengewächse (Cupressaceae). Sie ist in weiten Teilen Australiens heimisch.

## Beschreibung
Callitris glaucophylla wächst als immergrüner, einstämmiger Strauch oder Baum, der Wuchshöhen von bis zu 30 Metern und Brusthöhendurchmesser von fast 1 Meter erreichen kann. Die Äste gehen gerade oder aufrecht, gelegentlich auch hängend vom Stamm ab.
Die blaugrünen bis graugrünen Schuppenblätter stehen in Dreierwirteln, seltener auch in Vierer- oder Fünferwirteln an den Zweigen. Junge Blätter sind 7 bis 8 Millimeter lang und ältere Blätter sind 1 bis 3 Millimeter lang. Die Blattspitze ist spitz zulaufend und die Blattrückseite ist nicht gekielt.
Die einzeln stehenden männlichen Blütenzapfen sind bei einer Länge von 5 bis 10 Millimetern und einer Dicke von 2 bis 5 Millimetern länglich-zylindrisch bis zylindrisch geformt. Die einzeln an den Zweigen stehenden weiblichen Zapfen besitzen einen 0,7 bis 0,8 Zentimeter langen Stiel und sind bei einem Durchmesser von 1,2 bis 2,5 Zentimetern eiförmig bis abgeflacht kugelig. Zur Reife hin färben sie sich dunkelbraun. Jeder Zapfen enthält sechs dünne Zapfenschuppen und mehrere Samenkörner. Die Samen werden bereits kurz nach der Reife entlassen und die meisten der Zapfen fallen dann von den Zweigen. Die kastanienbraunen Samen sind 4 bis 5 Millimeter groß und besitzen zwei oder drei Flügel.
Die Chromosomenzahl beträgt 2n = 22.

## Vorkommen

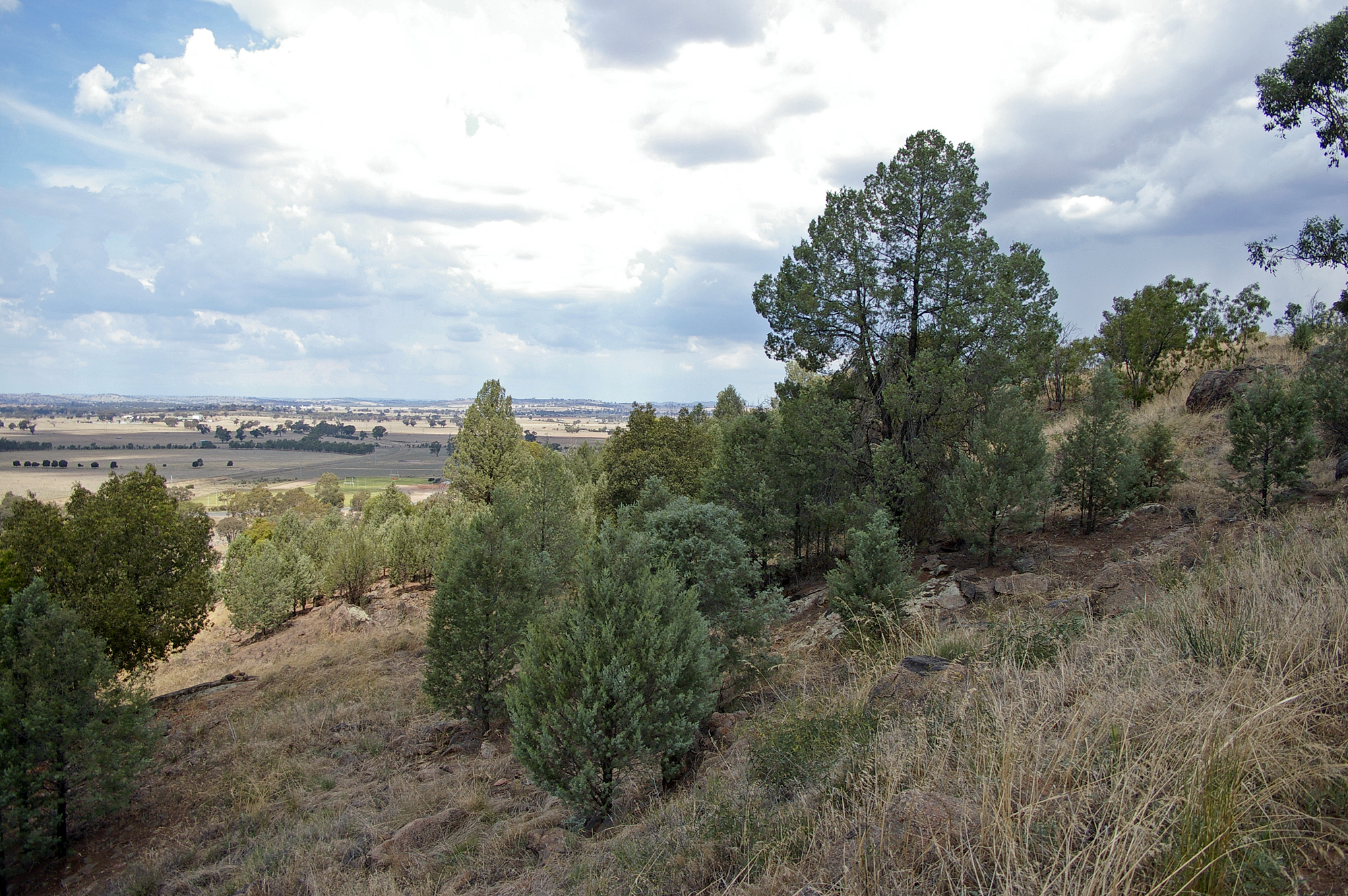
Bestand an Callitris glaucophylla am Naturstandort Rocky Hill bei Wagga Wagga, New South Wales

Das natürliche Verbreitungsgebiet von Callitris glaucophylla umfasst weite Teile des australischen Festlandes, südlich des südlichen Wendekreises. Callitris glaucophylla wurde nach Florida eingeführt und kommt im Brevard County, im Indian River County, im Orange County sowie im Seminole County verwildert vor.
Callitris glaucophylla wächst vor allem auf sandigen Böden. An manchen Standorten liegt der jährliche Jahresniederschlag zwischen 300 und 650 mm. Callitris glaucophylla wächst oft als Einzelbaum, bildet in manchen Gebieten aber auch weitreichende Wälder, aber nur selten Reinbestände. Mischbestände werden unter anderem mit verschiedenen Eukalyptus-Arten (Eucalyptus) gebildet. Über einen chemischen Stoff, der über die Wurzeln in den Boden gelangt, hemmt Callitris glaucophylla das Wachstum von anderen Pflanzenarten. Wälder mit Callitris glaucophylla findet man nur in der Region um Tambo, Dalby und Inglewood im südlichen Queensland sowie in dem Gebiet um Baradine, Narrabri und Cobar im nördlichen New South Wales.

## Nutzung
Callitris glaucophylla ist aufgrund ihrer Häufigkeit und des großen Verbreitungsgebietes die wirtschaftlich wichtigste Schmuckzypressenart. So wurden in New South Wales und in Queensland im Jahr 2005 etwa 250000 Kubikmeter an Holz dieser Art geschlagen. Das spröde Holz lässt sich leicht verarbeiten und wird vor allem für Fußböden, Verkleidungen, Tischlerarbeiten und im Gerüstbau sowie zur Herstellung von Pfosten, Stangen und Bienenkörben verwendet. Aufgrund der enthaltenen Substanzen wie Guajol und Callitrol weist es eine natürliche Resistenz gegen Fäulnis auf. Dem Callitrol verdankt das Holz auch seinen an Campher erinnernden Geruch.

## Systematik
Die Erstbeschreibung als Callitris glaucophylla erfolgte 1986 durch Joy Thompson und Leland Parrish Johnson in Telopea, Band 2(6), Seite 731. Ein Synonym für Callitris glaucophylla Joy Thomps. & L.P. Johnson ist Callitris columellaris var. campestris Silba und Callitris glauca R.T.Baker & H.G.Sm.
Die Art bildet natürliche Hybride mit Callitris preissii.
Von manchen Autoren wird sie Callitris columellaris zugeordnet.